# Cerkiew św. Mikołaja w Kleszczelach
Cerkiew św. Mikołaja – prawosławna cerkiew filialna w Kleszczelach. Należy do parafii Zaśnięcia Przenajświętszej Bogurodzicy w Kleszczelach, w dekanacie Kleszczele diecezji warszawsko-bielskiej Polskiego Autokefalicznego Kościoła Prawosławnego. Najstarszy budynek w Kleszczelach.

## Historia
Świątynia została wzniesiona w 1709 jako dzwonnica przy parafialnej cerkwi św. Mikołaja. Budowla ta funkcjonowała od XVI w. jako świątynia prawosławna, zaś w 1648 została siłą przejęta przez unitów. Przy parafii funkcjonowało bractwo kupieckie, które dbało o budynek cerkwi i utrzymywało służącego w niej duchownego. Była to początkowo organizacja prawosławna, a następnie unicka. Członkowie bractwa wznieśli w 1709 cerkiewną dzwonnicę. Właśnie ten obiekt sakralny pełni obecnie (początek XXI w.) funkcję kaplicy filialnej przy cerkwi Zaśnięcia Najświętszej Maryi Panny w Kleszczelach.
W 1839 na mocy postanowień synodu połockiego unickie cerkwie w Kleszczelach przeszły do Rosyjskiego Kościoła Prawosławnego. Cerkiew św. Mikołaja pozostawała główną świątynią miejscowej parafii do 1877, gdy ukończono budowę murowanej świątyni Zaśnięcia Matki Bożej. Starszej cerkwi ani dzwonnicy nie rozebrano. Świątynia istniejąca od XVI w. spłonęła podczas I wojny światowej, natomiast XVIII-wieczna dzwonnica przetrwała. Została gruntownie odremontowana w latach 80. XX wieku. Została wówczas oszalowana, wymieniono jej podwaliny i dach. Drugi remont obiektu miał miejsce w 2012.
Cerkiew wpisano do rejestru zabytków 16 września 1959 pod nr 157(163).

## Architektura
Budowla drewniana, o konstrukcji wieńcowej na pierwszej kondygnacji i słupowej na drugiej. Dach namiotowy, kryty gontem.